# Gustavo Almada
Gustavo Javier Almada Gonzales (ur. 29 kwietnia 1994 w Itauguá) – boliwijski piłkarz pochodzenia paragwajskiego występujący na pozycji bramkarza, od 2022 roku zawodnik Universitario Vinto.
Pochodzi z Paragwaju, zaś w 2016 roku przeniósł się do Boliwii, by kontynuować karierę piłkarską. Za sprawą małżeństwa z Boliwijką otrzymał tamtejsze obywatelstwo i otrzymał powołanie do reprezentacji Boliwii. 